# Valiant Hearts: The Great War
Valiant Hearts: The Great War (с англ. — «Отважные сердца: Великая война») — компьютерная игра в жанре квеста-головоломки, разработанная дочерней компанией французской компанией Ubisoft — Ubisoft Montpellier. Сюжет игры рассказывает о четырёх разных людях, оказавшихся на фронте Первой Мировой войны. Им предстоит пройти все испытания войны плечом к плечу и достигнуть своей цели. Используя мультипликационную рисовку, разработчики хотят рассказать о сложных вещах более простым языком.

## Игровой процесс
Основная задача игрового процесса, представленного в виде 2,5D-платформера, заключается в решении головоломок и поиске предметов. Однако есть и множество сегментов, где игроку предстоит уворачиваться от обстрела или сражаться с боссом.
Игрок по воле сюжета управляет четырьмя главными героями: Эмиль — французский фермер, Карл — зять Эмиля немецкого происхождения, Фредди — американец, который приехал добровольцем из-за давней вражды с генералом — бароном фон Дорфом, Анна — медсестра, которая ищет своего отца — инженера, которого выкрал барон фон Дорф.
Каждый из главных героев имеет свои особенные функции:
- Эмиль вооружён лопатой, с помощью которой может копать и проходить через мягкую почву, а также при необходимости оглушать врагов;
- Фредди носит с собой кусачки, с помощью которых может разрезать проволочные заграждения и тем самым открывать путь;
- Анна, являясь медсестрой, обязана лечить раненых, которые в обмен на это могут ей давать какие-то предметы или указывать дорогу. Также она постоянно носит с собой трость, с помощью которой может разбивать преграды.
- Карл может менять одежду или отдельные её элементы, продвигаясь по сюжету. После побега из плена он вынужден скрываться от французской армии и жандармерии, поэтому использует чужую одежду и даже обмундирование, чтобы маскироваться под солдат и жандармов. В будущем также он будет единственным (не считая пса) игровым персонажем, использующим противогаз.

Также с определённого сюжетного момента игрока постоянно сопровождает (вне зависимости от персонажа) пёс-санитар Вальт (Уолт), которому нужно отдавать команды подбирать предметы или нажимать рычаги. Кроме того, в отличие от самих главных персонажей, он способен передвигаться по любой территории совершенно свободно, не вызывая подозрений у врагов.
На протяжении всей игры игрок напрямую не убьёт ни одного NPC, только лишь оглушит. Также наши герои будут спасать как своих, так и солдат противоположной стороны. Игра направлена на то, чтобы показать, что насколько бы война не была жестока — самое главное оставаться Человеком.

## Сюжет
История игры начинается в 1914 году. Обстановка в Европе сильно накаляется. Два военных лагеря — Антанта и Тройственный союз (вскоре — Центральные державы) скоро доведут мир до войны. Сербским националистом был убит Эрцгерцог Франц Фердинанд. После отказа в ультиматуме нервы Австро-Венгрии и Германии закончились, и Германия объявляет войну России. Предчувствуя войну, французские власти начинают депортировать немецких граждан. Карл, один из многих немецких депортируемых, был разлучён со своей женой Мари и сыном Виктором. Карл зачисляется в немецкую армию и отправляется на фронт. Но даже после этого, война не оставляет семью Карла в покое — вскоре на передовую уходит фермер Эмиль, отец Мари. В дальнейшем он будет постоянно писать ей письма с фронта.
После тренировки, Эмиль был послан в бой под город Нёшато, где его взвод был уничтожен, и он, раненый, попал в плен к тщеславному немецкому барону фон Дорфу, который использует многие виды современного оружия — от боевых отравляющих веществ до цеппелинов — чтобы уничтожать своих врагов. По иронии судьбы, Карл попадает под командование фон Дорфа и вскоре находит тестя, но встреча оказалась короткой: немецкий лагерь атакуют британские войска, и Карл вынужден отступать с Бароном на цеппелине. Эмиль же в суматохе попадает под завал, но его успешно вытаскивает пёс-санитар Вальт; вместе они сбегают из лагеря, и в итоге Эмиль возвращается в строй. Вскоре он знакомится с «Везунчиком» Фредди, американцем-добровольцем во французской армии, желающим отомстить фон Дорфу за смерть любимой жены.
Под Ипром во время газовой атаки друзей спасает Анна, ветеринарный врач из Бельгии, которая исполняет на фронте роль медсестры; она преследует Барона, чтобы вырвать из его плена своего отца-учёного, которого барон заставляет разрабатывать военную технику. На автомобиле Анны друзья отправляются в сторону Вими, где их обнаруживают немецкие самолёты, а позже прибывает и сам Барон на своём цеппелине. Фон Дорф взрывает автомобиль, и Фредди теряет сознание. Эмиль отправляется в немецкие траншеи за лекарствами, но по пути находит никем не охраняемое артиллерийское орудие, из которого успевает уничтожить часовых на зданиях, и тем самым он вынуждает Барона отступить. Далее друзья преследуют фон Дорфа до Реймса, но перед их лицом предстаёт страшная картина: весь город разрушен до основания бомбардировками с цеппелина Барона. Фредди вступает в бой и лично подрывает цеппелин противопехотными гранатами. Машина теряет управление и начинает стремительно падать, но фон Дорф вместе с отцом Анны успевают улететь прочь на биплане, оставляя всех прочих на верную погибель. В итоге цеппелин терпит крушение к югу от Реймса; Карл оказывается под обломками и выживает благодаря Анне, но попадает вместе с ней в лагерь военнопленных.
Пока Анна, оставленная как доктор, присматривает за здоровьем Карла, Эмиль и Фредди пытаются спасти её отца. Им предстояло атаковать форт, который оказался под контролем немцев. Там они захватили новейшее боевое оружие, которое планировал использован барон фон Дорф — а именно, танк — и освободили отца Анны. Преследуемый Фредди, барон фон Дорф скрывается. Вскоре враги встречаются лицом к лицу; в рукопашной Фредди побеждает, но отказывается добить барона и очернить местью воспоминания о жене, и возвращается к своим друзьям. Фон Дорф же за свои многочисленные неудачи был понижен в звании, лишён всех наград и отправлен в тыл.
Придя в себя и окончательно встав на ноги, Карл узнаёт о том, что оставленный им дома сын заболел, и бежит из лагеря, бросив свой жетон военнослужащего; вслед за Карлом увязывается и пёс Вальт. На пути домой Карл снова встречает Анну, и вместе они едут к ферме Эмиля, не зная об оккупации тех земель Германией. Их задерживают: Карла вместе с Вальтом отправляют на ближайший фронт, а Анну — в лазарет; Эмиль же находит в лагере брошенный жетон Карла и делает вывод, что тот погиб. Французские войска, тесня немцев, обстреливают территорию снарядами с ипритом. Карл бросает позиции и находит ферму разрушенной и объятой газом. Он надевает на Мари свой противогаз и успешно вытаскивает Виктора наружу, но сам отравляется и теряет сознание. Вальт бросается бежать до лазарета Анны и даёт ей знать о несчастии; она успевает приехать на ферму, увезти семью в госпиталь и с большим трудом привести Карла в чувство, наконец дав ему шанс воссоединиться с женой и сыном.
Между тем, Эмиль, оставшийся на фронте, был отправлен в наступление Нивеля. Бой идёт тяжело и с большими жертвами; командир Эмиля, потеряв последний рассудок, гонит своих солдат под вражеские пули и не останавливается, даже видя, как на его глазах гибнут десятки людей. Всё это становится для Эмиля последней каплей, и он бьёт командира лопатой по голове; удар оказывается смертельным. За этот поступок военный трибунал приговаривает Эмиля к расстрелу, финальная миссия игры завершается приведением приговора в исполнение. В своём последнем письме к Мари Эмиль сообщает, насколько жутко ему было на войне, скорбит по Карлу, которого считает погибшим, и желает дочери счастливой жизни. Впоследствии на его могилу приходят и Карл, и Мари, и Виктор, а с ними — и пёс Вальт.
История заканчивается в 1917 году, когда американские войска официально высаживаются в Европе.

## Отзывы
| Сводный рейтинг       | Сводный рейтинг                        |
| Агрегатор             | Оценка                                 |
| --------------------- | -------------------------------------- |
| GameRankings          | PS4: 81,41 % XONE: 80,15 % PC: 79,17 % |
| Русскоязычные издания |                                        |
| Издание               | Оценка                                 |
| PlayGround.ru         | 8,8/10                                 |
| Riot Pixels           | 81 %                                   |

Игра Valiant Hearts: The Great War была отмечена в основном положительными отзывами. Согласно обзору Metacritic игра получила такие оценки 83/100 для Xbox One и 79/100 для Playstation 4 и Windows. GameRankings оценила игру на 83 %, 82 % и 80 % для Xbox One, PlayStation 4 и Windows соответственно.
Valiant Hearts получила премию BAFTA в области игр 2014 года в номинации «Original Property».